# Palmer School (Boxford)
Die Palmer School, alternativ auch Little Red Schoolhouse genannt, ist ein ehemaliges Schulhaus in Boxford, Massachusetts. Die offizielle Bezeichnung des 1845 errichteten Gebäudes lautete District No. 2 Schoolhouse. Die Palmer School ist seit Februar 1998 im National Register of Historic Places eingetragen.

## Geschichte
Das District No. 2 Schoolhouse wurde 1845 als Einklassenschule an der Adresse 58 Main Street in Boxford erbaut. Es ersetzte ein älteres Schulgebäude am gleichen Standort. Unterrichtet wurden Schüler bis zur achten Klasse. Der Boxforder Schulinspektor Gaius B. Frost regte 1913 an, die Schulgebäude in den verschiedenen Distrikten der Stadt nicht länger zur zu nummerieren, sondern mit Namen prominenter Bewohner der jeweiligen Viertel zu versehen. Dieser Vorschlag wurde 1914 umgesetzt, das District No. 2 Schoolhouse bekam den Namen Palmer School. Namenspatron war der Bostoner Politiker und Juwelier Julius Aboyneau Palmer, der regelmäßig die Sommermonate und seinen Ruhestand in Boxford verbrachte. In der Palmer School wurde bis 1931 unterrichtet, danach wurde der Schulbetrieb in die neue und größere Aaron Wood School verlegt. Die Palmer School wurde zunächst versteigert und kam im selben Jahr in den Besitz von Edna Rich Morse. Sie veranlasste die Versetzung des Gebäudes an den heutigen Standort 33 Main Street. Die ehemalige Schule wurde zu einem Gemeindezentrum umgestaltet. Als das Haus später einen roten Anstrich bekam, entstand unter der Boxforder Bevölkerung der Spitzname „Little Red Schoolhouse“.